# Claudio Otermín
Claudio Fabián Otermín, General Viamonte Los Toldos, Argentina, 18 de marzo de 1961, es un exfutbolista argentino que jugó de volante principalmente en clubes de Argentina, España, Chile y Francia.

## Clubes
| Club                        | País      | Año         |
| --------------------------- | --------- | ----------- |
| Sarmiento de Junín          | Argentina | 1981 - 1982 |
| R. C. D. Mallorca           | España    | 1982 - 1983 |
| Nueva Chicago               | Argentina | 1983        |
| O'Higgins                   | Chile     | 1984        |
| Deportes Arica              | Chile     | 1984        |
| Gimnasia y Esgrima La Plata | Argentina | 1985 - 1986 |
| F.C. Istres                 | Francia   | 1986 - 1987 |
| Angoulême Charente F.C.     | Francia   | 1987 - 1990 |